# Idavere
Idavere es un pueblo ubicado en el municipio de Haljala, en el condado de Lääne-Viru, Estonia.

## Superficie
Posee una superficie de 3,882 kilómetros cuadrados.

## Demografía
Hasta 2021 la población era de 60 habitantes, con una densidad de población de 15,46 habitantes por kilómetro cuadrado.